# Carlos Alberto Rufino
Carlos Alberto Rufino, más conocido como Carlos "Machi" Rufino o simplemente "Machi" (n. Buenos Aires, Argentina, 12 de noviembre de 1947) es un conocido músico, compositor y bajista argentino de rock, jazz y jazz rock. 
Integró bandas de gran importancia en el rock argentino, como Pappo's Blues, Invisible y Tantor, así como las bandas de Luis Alberto Spinetta, Sandra Mihanovich y Rubén Goldín. También fue músico invitado del dúo Vivencia y del dúo Illya Kuryaki and the Valderramas. En la actualidad conforma el power trio Epumer-Machi-Judurcha, junto a Lito Epumer en guitarra y voz, y Cristian Judurcha en la batería.
Es uno de los músicos fundadores del llamado rock nacional, habiendo participado en la grabación de cinco álbumes incluidos en la lista de Los 100 mejores álbumes del rock argentino elaborada por la Revista Rolling Stone: El jardín de los presentes (n.º 28), Chaco (nº38), Pappo's Blues Volumen 3 (n.º 41), La la la (n.º 61) e Invisible (n.º 65).

## Biografía
Carlos Machi Rufino nació en Buenos Aires el 12 de noviembre de 1947. Entre 1963 y 1967 hizo la carrera militar como electricista en la Marina de guerra argentina (Armada Argentina). Integró las tripulaciones del portaaviones Independencia, los buques Comodoro Laserre, el balizador ARA Ushuaia, el aviso ARA Comandante General Zapiola y la fragata ARA Libertad. Fue tripulante de esta última en el IV viaje de instrucción, cuando la fragata obtuvo por primera vez el trofeo Boston Tea Pot, y estableció el récord mundial (aún no superado en 2012) para cruce del Atlántico Norte para un velero de esa categoría.
Se inició en la música como bajista al dejar la marina en 1967. Integró la camada de músicos de rock que dieron origen al llamado rock nacional argentino, integrando el grupo The Wild Angels. Luego formó Sociedad Anónima con Héctor Starc y Black Amaya. En 1969 integró The Walkers, con quienes grabó el álbum Walking up con Los Walkers que incluía temas de rock en castellano. En 1972 Pappo lo convocó para integrar Pappo's Blues, junto a Pomo Lorenzo, grabando Pappo's Blues Volumen 3, (n.º 41 de la lista de mejores álbumes del rock argentino de la revista Rolling Stone), y Pappo's Blues Volumen 4
Al año siguiente Luis Alberto Spinetta los invita a él y a Pomo para formar Invisible. Juntos graban tres álbumes: Invisible (n.º 65 de la lista de mejores álbumes del rock argentino de la revista Rolling Stone), Durazno sangrando, y El jardín de los presentes (n.º 28 de la lista de mejores álbumes del rock argentino de la revista Rolling Stone). Con Invisible interpretó clásicos del rock nacional como «Azafata del tren fantasma», «El anillo del Capitán Beto», «Durazno sangrando», «Los libros de la buena memoria» y «Las golondrinas de Plaza de Mayo». En 1977 integró la banda de Spinetta que grabó el álbum A 18' del sol. Con Spinetta volvería a grabar varios álbumes, entre ellos La la la (1986) de Spinetta y Fito Páez, número 61 de la lista de mejores álbumes del rock argentino de la revista Rolling Stone.
En 1978 formó Tantor junto a Héctor Starc, con quien se había iniciado y Rodolfo García, exbaterista de Almendra. Grabaron el álbum Tantor, en el que participan como invitados también Leo Sujatovich y Lito Vitale.
A comienzos de la década de 1980 se relacionó con el movimiento de jazz argentino integrando el trío de Baby López Fürst hasta 1986, sin perder su vinculación con el rock argentino. Desde entonces ha alternado la enseñanza de música con la participación en bandas, álbumes y espectáculos de primer nivel. Entre los artistas con los que Rufino ha acompañado se encuentran Vivencia, Sandra Mihanovich, "Mono" Fontana, Francisco Rivero, Fito Páez, Luis Alberto Spinetta, Rubén Goldín e Illya Kuryaki and the Valderramas. Luego de una década sin tocar, en 2005 formó el trío Epumer-Machi-Judurcha junto a Lito Epumer y Cristian Judurcha.

## Discografía

### Con Pappo's Blues
- Pappo's Blues Volumen 3
- Pappo's Blues Volumen 4

### Con Invisible
- Invisible (1974)
- Durazno sangrando (1975)
- El jardín de los presentes (1976)

### Con Tantor
- Tantor (1979)

### Con Vivencia
- Azules de otoño (1979)
- Los siete pecados capitales (1980)
- Pare y escuche (1983)

### Con Luis Alberto Spinetta
- A 18' del sol (1977)
- Mondo di cromo (1983)
- Téster de violencia (1988)
- Fuego gris (1994)

### ConSandra Mihanovich
- Soy lo que soy (1984)

### Spinetta y Fito Páez
- La la la (Spinetta/Páez), 1986

### ConRubén Goldín
- Profano (1988)

### ConIllya Kuryaki and the Valderramas
- Chaco (1995)

### ConEpumer-Machi-Judurcha
- Power Trio (2010)
- Enigma (2014)
- En Vivo! (2023)